# 소마 도모타네

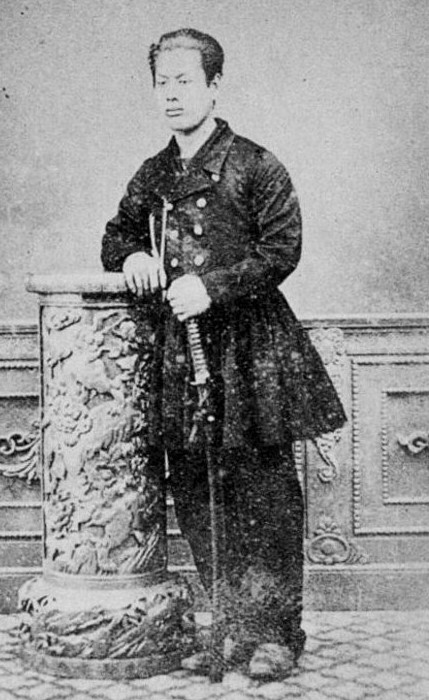
소마 도모타네

소마 도모타네(일본어: 相馬誠胤, 1852년 9월 18일 ~ 1892년 2월 22일)는 막말의 다이묘로, 소마 나카무라번 제13대(마지막) 번주이다. 초명은 스에타네(季胤)이며, 통칭은 기치지로(吉次郎), 기치타로(吉太郎)이다. 관위는 종5위하, 이나바노카미(因幡守)이며, 메이지 시대에 정4위 자작이 되었다.
12대 번주 소마 미치타네의 차남으로 태어났다. 1865년에 미치타네가 은거하자 그 뒤를 이어 번주가 되었다. 막부 말기에는 주체적인 행동을 보이지는 않았으며, 도바 후시미 전투가 막부의 패배로 끝나자 이에 승복하고 가로를 수도로 보냈다. 그러나 그 후 도호쿠 지방 여러 번들의 움직임에 합세하여 오우에쓰 열번동맹에 가입하고 신정부군과 대치하게 되었다. 결국 1868년 음력 8월 6일에 항복하였고, 사흘 뒤 아버지 미치타네와 함께 근신 조치를 받았다. 1869년, 나카무라 번 지사가 되었고, 1871년 폐번치현으로 면직되었다.
1879년 4월 14일, 도모타네의 친족들이 정신병을 이유로 도모타네의 자택 감금을 궁내성에 청원하여 허가를 받았다. 1884년, 화족령에 따라 자작이 되었고 작위는 동생 아리타네에게 이어졌다. 그런데 1885년, 옛 소마 나카무라번사 니시고리 다케키요가 도모타네 감금의 부당함을 주장하며 그의 석방을 요청했다. 유키타네 등이 재산을 횡령할 속셈으로 도모타네를 감금했다는 것이다. 이것이 소마 사건의 시작으로, 니시고리는 소마 가문을 불법 감금, 재산 횡령으로 고소하였고, 소마 가문측도 변호사 호시 도루를 고용하여 니시고리를 무고죄로 맞고소하였다. 분쟁이 지지부진해진 가운데 도모타네는 1892년 사망하였다. 니시고리는 도모타네가 독살당했다고 주장하여 검시가 이루어졌으나, 독살 증거가 없어 무고죄로 금고 4년 형이 확정되었다.

## 같이 보기
- 다테 요시쿠니
- 안도 노부타케
- 도쿠가와 요시노부

| 전임 소마 미치타네 | 제29대 소마씨 당주 1865년 ~ 1884년 | 후임 소마 아리타네 |

| 전임 소마 미치타네 | 제13대 소마 나카무라번 번주 1865년 ~ 1871년 | 후임 폐번치현 |